# Ulica Niemodlińska w Opolu
Ulica Niemodlińska w Opolu (do 1945 r. Falkenberger Strasse) - jedna z głównych ulic miasta, łączy większą część lewobrzeżnego Opola z centrum. Na odcinku od wiaduktu kolejowego do ul. Wrocławskiej stanowi drogę jednojezdniową czteropasmową, na reszcie ulicy droga dwupasmowa.